# Escràptids
Els escràptids (Scraptiidae) són una família de coleòpters polífags de la superfamília dels tenebrionoïdeus que conté 35 gèneres i 500 espècies.

## Característiques
Són de mida petita a mitjana, 2 a 7 mm, de color del cafè o negres amb el cos allargat i cobert de pèls curts. Les antenes són filiformes.

## Història natural
Els escraptids adults sovint es troben sobre les flors. Són molt comuns i es poden confondre fàcilment amb els membres de la família Mordellidae.

## Gèneres
- Subfamília: Anaspidinae
  - Tribu: Anaspidini
    - Gèneres: Akentra - Anaspis - Cryptanaspis - Cyrtanaspis - Striganaspis - Zoianaspis

  - Tribu: Anaspimordini
    - Gèneres: Anaspimorda

  - Tribu: Menuthianaspidini
    - Gèneres: Menuthianaspis

  - Tribu: Pentariini
    - Gèneres: Anaspella - Diclidia - Ectasiocnemis - Naucles - Pentaria - Pseudopentaria - Rhabdanaspis - Sphingocephalus - Striganaspella
- incertae sedis
  -     - Gèneres: Argyrabdera - Rytocnemis
- Subfamilia: Scraptiinae
  - Tribu: AllopodiniScraptiini
    - Gèneres: Allopoda - Evalces - Pseudoscraptia

  - Tribu: Scraptiini
    - Gèneres: Biophida - Biophidina - Canifa - Neoscraptia - Nothotelus - Pectotoma - Phytilea - Scraptia - Tolmetes - Trotomma - Trotommidea - Xylophilostenus - †Archescraptia - †Palaeoscraptia - ?Egydiella
- incertae sedis
  -     - Gèneres: †Cretanaspis - †Scraptiomima